# Adalbert Ier d'Ivrée
Pour les articles homonymes, voir Adalbert Ier.
 (mai 2019).
Adalbert Ier d'Ivrée (880-929), margrave (marquis d'Ivrée) en Italie de l'Empire carolingien de Charlemagne. C'est sous son règne qu'apparaît pour la première fois la définition du titre de marquis, dans un document du 28 février 926, dans lequel on peut lire : Ego Adalberto gratia dei humilis marchio hic in Italia.

## Biographie
Adalbert d'Ivrée naît à Turin. Fils du marquis (margrave) Anschaire Ier d'Ivrée (ancien comte d'Oscheret dans le royaume de Bourgogne et premier marquis (margrave) d'Ivrée en Italie de 888 à 902, fondateur de la maison d'Ivrée). Sa mère est Volsia de Suse (845- ?), fille du margrave Manfred, comte du palais de Charles le Chauve.
Il épouse vers 900 Gisèle de Frioul (vers 880-910), fille du roi Bérenger Ier d'Italie, dont naîtront :
- Bérenger II d'Italie (900-966), marquis d'Ivrée, roi d'Italie ;
- Berthe, abbesse de Modène.

Gisèle décède autour de 913-915 et Adalbert se remarie vers 915 avec Ermengarde de Toscane (901 † 932), fille du marquis Adalbert II de Toscane, dont naît :
- Anschaire de Spolète (915-940) (duc de Spolète de 924 à 940).

Dans un document de donation des fortifications d'Asti en 924 par le roi Rodolphe envers le vicomte Otbert, apparaissent comme "intervenants" Ermengarde et les enfants d'Adalbert, Bérenger et Anschaire, qui y sont définis comme incliti comites, ce qui laisse penser que les deux princes devaient être à la tête d'un comté mineur. Certains spécialistes pense qu'Anschaire devait gouverner le comté d'Asti et Bérenger celui de Turin.

## Action politique
Il succède à son père entre 896 et 900.
Au cours de la guerre civile intermittente qui touche l'Italie de 888 à 930, Adalbert s'est d'abord efforcé de rester neutre mais à partir de 901, il va prendre parti pour chaque prétendant victorieux au trône d'Italie : lorsque Louis de Provence envahit l'Italie, il ne bouge pas mais après le couronnement de Louis comme empereur en 901, il reconnaît son autorité. Après la défaite de Louis face à son rival, Bérenger Ier en 902, Adalbert change de camp. Peu de temps après, en 903 au plus tard, il épouse Gisèle de Frioul, la fille de Bérenger, ce qui est peut-être le prix de son allégeance. Bien qu'Adalbert ne soit présenté comme ayant un lien de parenté avec le roi dans aucune des chartes de ce dernier jusqu'au 14 août 908 et que son mariage ne soit pas explicitement mentionné avant le 13 juin 910, il doit avoir eu lieu environ quinze ans avant que leur fils aîné se soit vu accorder un comté et un titre de missus dominicus en 918.
En 905, il se bat à nouveau pour l'empereur Louis contre Bérenger. Après sa défaite, Adalbert est exilé au royaume de Bourgogne, d'où il est originaire. Il retourne ensuite se battre en Italie pour le roi de Bourgogne et d'Italie Rodolphe II.
En 916-917, sa principale préoccupation sont les raids lancés par les Sarrasins contre ses terres.
En 920–21, il rejoint les nobles, nombreux comme lui d'origine bourguignonne, qui soutiennent la candidature du roi Rodolphe II au trône d'Italie. Adalbert, accompagné de Lambert, archevêque de Milan et du comte Gilbert de Bergame, rassemble des troupes dans les montagnes à l'extérieur de Brescia dans l'intention de marcher sur Vérone et de capturer Bérenger. Lorsque ce dernier a vent du plan, il envoie une troupe de mercenaires hongrois encercler les conspirateurs et les attaquer par l'arrière. Au bord de la défaite, Adalbert échange ses vêtements avec l'un de ses soldats et paie sa propre rançon à bas prix. Fin 921, Rodolphe entre en Italie et est reconnu roi dans la marche d'Ivrée et l'archidiocèse de Milan. Bien qu'Adalbert ait fait quelques apparitions à la cour de Rodolphe au début, il ne l'a jamais fréquentée aussi souvent que son épouse et ses deux fils.
Après l'accession au trône italien de son beau-frère Hughes, les apparitions d'Adalbert dans les archives deviennent rares. Il n'a apparemment joué aucun rôle dans la déposition de Rodolphe et dans la proclamation de Hugues. Il était alors probablement gravement malade puisque Liutprand de Crémone, écrivant en 924-925, le pensait déjà défunt. Sa dernière action connue, probablement peu de temps avant sa mort, consiste en un don à l'église-sanctuaire Saint-André de Turin[réf. nécessaire], avec pour témoin le roi Hughes, le 28 février 929.

## Annexe